# Hypsiboas lemai
Espèce
Synonymes
- Hyla lemai Rivero, 1972 "1971"

Statut de conservation UICN

 LC  : Préoccupation mineure
Hypsiboas lemai est une espèce d'amphibiens de la famille des Hylidae.

## Répartition
Cette espèce se rencontre entre 600 et 1 400 m d'altitude dans la Serranía de Lema et les monts Roraima et Ayanganna dans l'État de Bolívar au Venezuela et dans l'ouest du Guyana,.

## Étymologie
Son nom d'espèce lui a été donné en référence à son lieu de découverte, la Serranía de Lema.

## Publication originale
- Rivero, 1972 "1971" : Notas sobre los anfibios de Venezuela I. Sobre los hilidos de la guayana venezolana. Caribbean Journal of Science, vol. 11, no 3-4, p. 181-194.